# Seriphidomyia costacoxita
Seriphidomyia costacoxita är en tvåvingeart som beskrevs av Fedotova 2000. Seriphidomyia costacoxita ingår i släktet Seriphidomyia och familjen gallmyggor.
Artens utbredningsområde är Kazakstan. Inga underarter finns listade i Catalogue of Life.